# Au bout du conte
Pour plus de détails, voir Fiche technique et Distribution.
Au bout du conte est un film français coécrit avec Jean-Pierre Bacri et réalisé par Agnès Jaoui sorti en 2013.

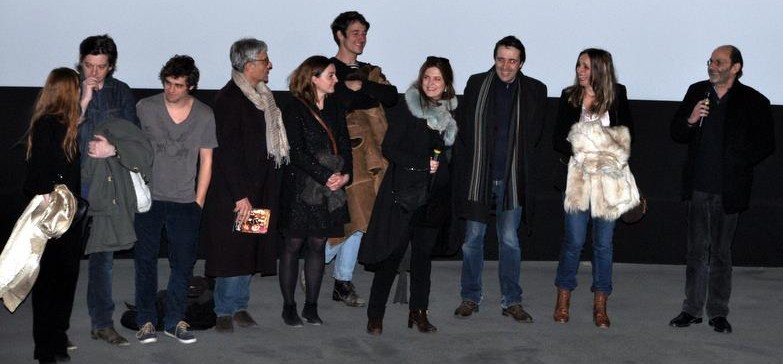
L'équipe du film à une avant-première.

## Synopsis
Laura croit encore au Prince charmant à 24 ans. Lorsque Sandro — un jeune pianiste et compositeur — apparaît, exactement comme elle l'avait rêvé, elle pense qu'elle a trouvé le bon, connaît avec lui une idylle merveilleuse, et ne prête guère attention à son léger bégaiement. Bientôt, elle rencontre Maxime, un séduisant et ténébreux producteur de musique. Et elle se demande si certains princes sont plus charmants que d'autres.
Pierre, le père de Sandro, croise à l'enterrement de son propre père Madame Irma, qui lui rappelle la date de sa mort prochaine — le 14 mars — qu'elle avait prédite quarante ans plus tôt. Cette idée se met à le hanter et en homme pourtant rationnel, il voit peu à peu ses certitudes terre-à-terre s'effondrer.
Marianne, la tante de Laura, tente de vivre enfin indépendante après des années d'un mariage récemment rompu. Sa fille Nina, chamboulée par ces changements familiaux, est attaquée de démangeaisons et se tourne vers Dieu.
Et Éléonore, Clémence, Jacqueline, Julien, Guillaume, ont aussi leurs problèmes.

## Fiche technique
- Titre : Au bout du conte
- Titre de travail : Un jour mes princes viendront[1]
- Titre international : Under the Rainbow
- Réalisation : Agnès Jaoui
- Scénario : Agnès Jaoui et Jean-Pierre Bacri
- Musique : Fernando Fiszbein
- Photographie : Lubomir Bakchev
- Montage : Fabrice Rouaud
- Décors : Thierry Rouxel
- Cascades : Patrick Cauderlier
- Costumes : Elsa Gies
- Direction artistique : Nathalie Serrière
- Production : Jean-Philippe Andraca et Christian Bérard
- Coproduction : Alexandre Mallet-Guy, Emilie Georges, Georges Fernandez et Romain Malbosc
- Sociétés de production : La Cinéfacture, Les Films A4, France 2 Cinéma, Hérodiade, Canal+, Ciné+, France Télévisions, Cofimage 23 et Memento Films
- Société d'effets visuels : Def2shoot
- Sociétés de distribution : Memento Films (FRANCE), Filmladen (de) ( Autriche), Midas Filmes (de) ( Portugal), Kino Świat (pl) ( Pologne), K-Films Amérique (Québec)
- Pays d'origine :  France
- Langue originale : français
- Format : couleur - 1,85:1 - Dolby Digital
- Genre : comédie dramatique, film d'amour, film choral
- Durée : 112 minutes
- Dates de sortie[1] :
  - France : 6 mars 2013
  - Belgique : 13 mars 2013
  - Québec : 2 août 2013
- Budget : 5.93M€[2]
- Box-office France : 968 321 entrées
- Box-office Europe : 1 227 335 entrées[3]

## Distribution
- Agnès Jaoui : Marianne
- Jean-Pierre Bacri : Pierre
- Arthur Dupont : Sandro
- Agathe Bonitzer : Laura
- Benjamin Biolay : Maxime Wolf
- Nina Meurisse : Clémence
- Didier Sandre : Guillaume Casseul
- Dominique Valadié : Jacqueline
- Valérie Crouzet : Éléonore
- Laurent Poitrenaux : Éric
- Clément Roussier : Julien
- Beatrice Rosen : Fanfan
- Franc Bruneau : Le Démarcheur
- Serena Legeais : Nina
- Bonny Durand : Morgane
- Candela Cottis : Johanna
- Jean-Baptiste Marcenac : Podologue
- Nicolas Wanczycki : Le Psy
- Sylvie Jobert : Directrice école
- Hélène Jupin : Mathilde
- François Patissier : Homme cimetière
- Colette Kraffe : Madame Irma
- Amélie Bardon : Amie de Laura
- Simon Zygel : Le Prince
- Anaïs Normand : La Princesse
- Damien Vault : La Racaille

Photos des acteurs principaux.
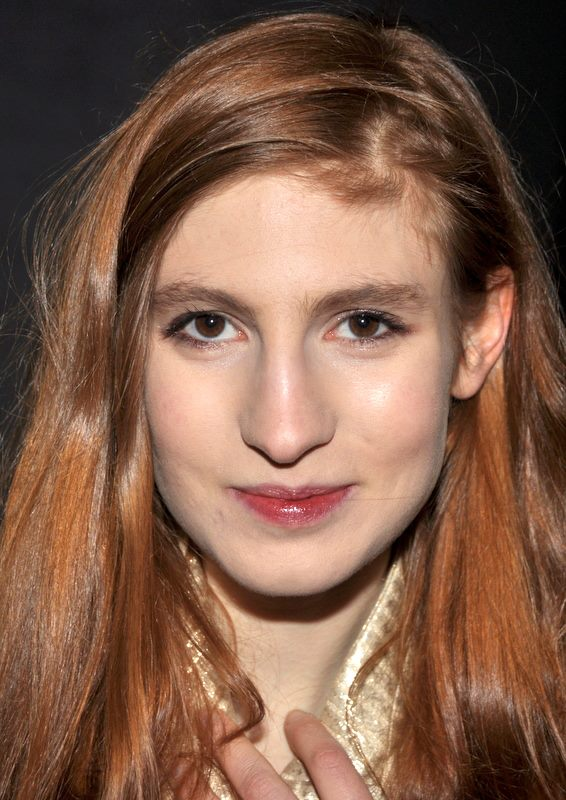
Agathe Bonitzer
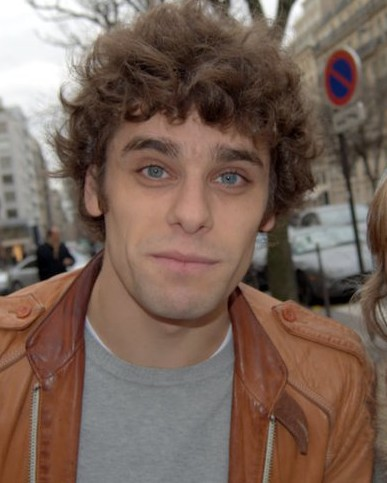
Arthur Dupont
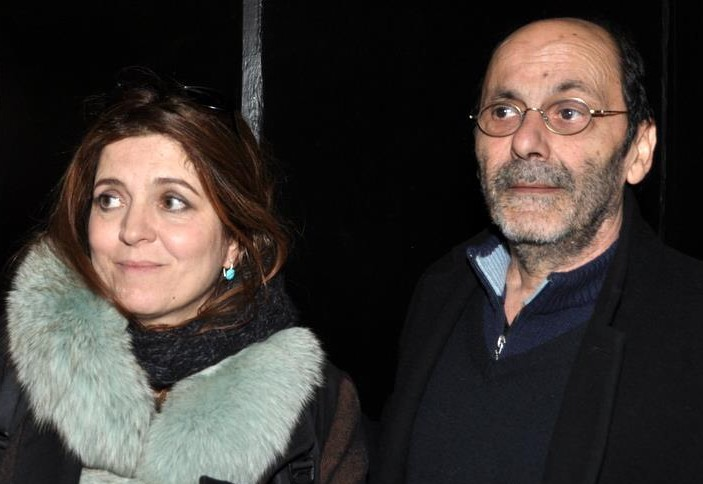
Agnès Jaoui et Jean-Pierre Bacri
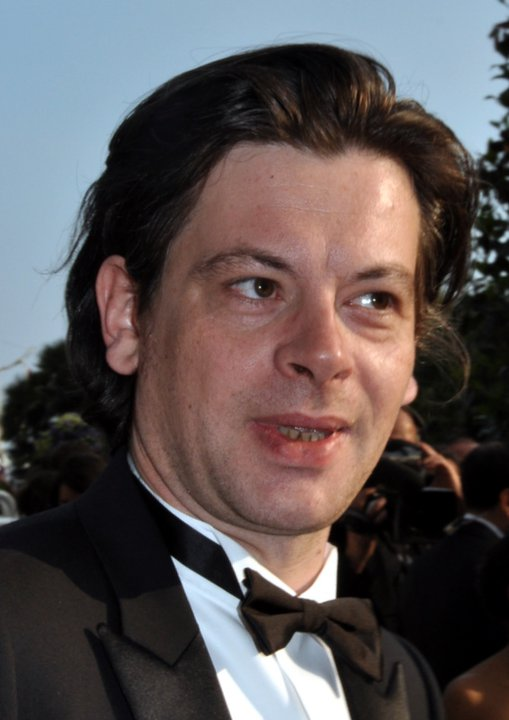
Benjamin Biolay
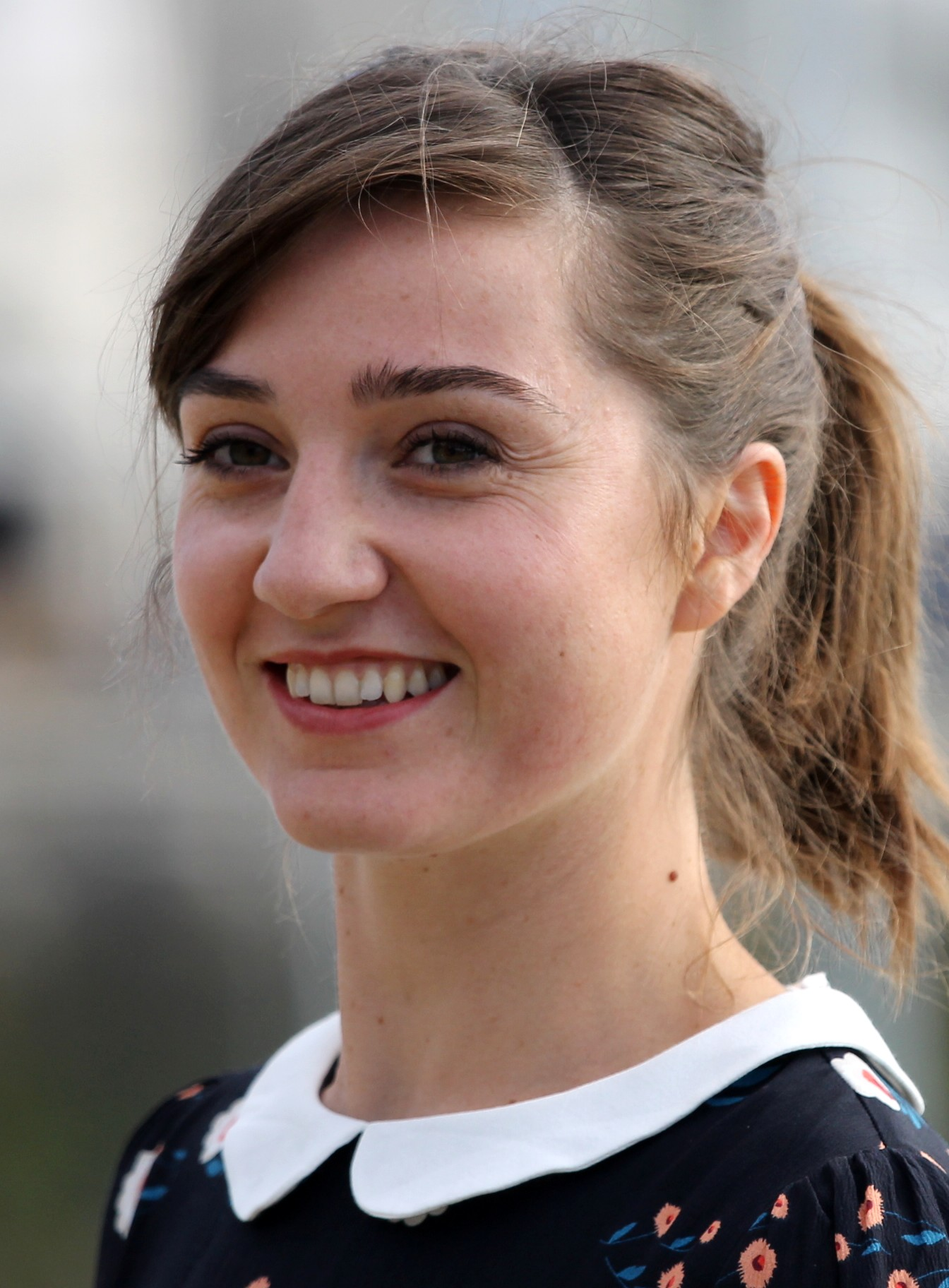
Nina Meurisse
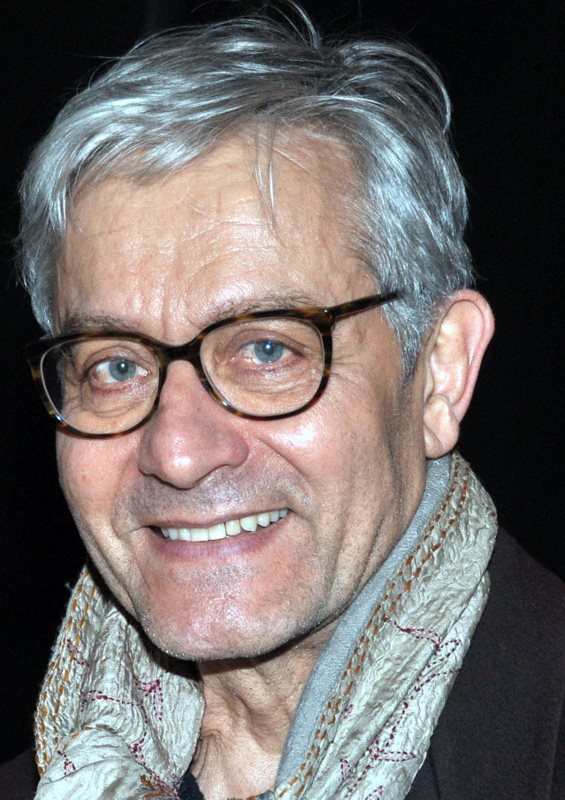
Didier Sandre

## Autour du film
- Il s'agit du 4e long métrage réalisé par Agnès Jaoui, après Le Goût des autres (2000), Comme une image (2004) et Parlez-moi de la pluie (2008), tous coécrits avec Jean-Pierre Bacri.
- Le thème musical urbain qui revient à plusieurs reprises est de Gil Scott-Heron : Me and The Devil.
- Certaines scènes du films ont été tournées dans le club parisien le Showcase[4], situé sous le Pont Alexandre III dans le 8e arrondissement.
- Autres lieux de tournages à Paris[5] :
  - 1er arrondissement : Quai des Tuileries, Quai François-Mitterrand, Voie Georges-Pompidou, hôtel Westin Paris Vendôme (rue de Castiglione)
  - 4e arrondissement : rue François Miron, Place Saint-Gervais, Rue du Cloître-Notre-Dame, Pont Saint-Louis, berges de la Seine, Quai de Bourbon, Place de l'Hôtel de Ville
  - 5e arrondissement : berges de la Seine, Quai de la Tournelle, Fontaine de l'Observatoire, avenue de l'Observatoire,
  - 6e arrondissement : Fontaine Médicis, jardin du Luxembourg,
  - 7e arrondissement : Pont Alexandre III, Place Vauban
  - 11e arrondissement : Rue du Faubourg-Saint-Antoine, Avenue de la République, Avenue Parmentier, Rue Oberkampf, Rue de la Roquette, Rue Daval,
  - 19e arrondissement : Conservatoire National Supérieur de Musique et de Danse de Paris, 209 avenue Jean Jaurès
  - 20e arrondissement : Bar "La Licorne" (devenu Bar "La Pétanque"), 40 rue Etienne Dolet, Rue Julien Lacroix, boulevard de Ménilmontant (Arrêt de bus "Roquette-Père-Lachaise"), Boulevard de Belleville